# Syngamia
Syngamia is een geslacht van vlinders uit de familie van de grasmotten (Crambidae), uit de onderfamilie van de Spilomelinae. De wetenschappelijke naam van dit geslacht is voor het eerst voorgesteld door Achille Guenée in een publicatie uit 1854.

## Soorten
- Syngamia aurantiaca Hampson, 1912
- Syngamia canarialis (Snellen, 1899)
- Syngamia convulsa Meyrick, 1936
- Syngamia dentilinealis Hampson, 1899
- Syngamia eoidalis (C. Felder, R. Felder & Rogenhofer, 1875)
- Syngamia euryterminalis Hampson, 1917
- Syngamia exigualis (Hübner, 1823)
- Syngamia falsidicalis (Walker, 1859)
- Syngamia fervidalis (Zeller, 1852)
- Syngamia florella (Stoll, 1781)
- Syngamia fuscicostalis Hampson, 1917
- Syngamia glebosalis Viette, 1960
- Syngamia interrogata Whalley, 1962
- Syngamia jeanneli Viette, 1954
- Syngamia latifusalis Hampson, 1896
- Syngamia liquidalis (Zeller, 1852)
- Syngamia luteofusalis Mabille, 1900
- Syngamia moluccalis (C. Felder, R. Felder & Rogenhofer, 1875)
- Syngamia violescentalis Hampson, 1895